# Väinö Penttala

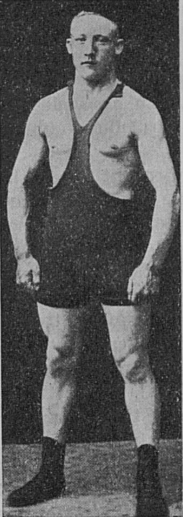
Väinö Penttala (1924)

Väinö Verner Penttala (* 16. Januar 1897 in Isokyrö als Väinö Verner Vaissalo; † 28. Februar 1976 ebenda) war ein finnischer Ringer und Silbermedaillengewinner bei den Olympischen Spielen 1920 in Antwerpen.
Penttala war Mitglied des Vereins Kyrön Voima in seinem Geburtsort Isokyrö in der Landschaft Österbotten. 1920 nahm er für Finnland bei den Olympischen Spielen in Antwerpen am Turnier im Freistil in der Klasse bis 75 Kilogramm (Mittelgewicht) teil. Penttala musste sich am Ende nur seinem Landsmann – damals durften im Ringen noch zwei Athleten pro Nation starten – Eino Augusti Leino, der in den Vereinigten Staaten lebte, geschlagen geben.
1923 wurden in Finnland erstmals Meisterschaften im Freistilringen ausgetragen. Penttala gewann in dieser Stilart bis 1927 viermal den Titel.

## Erfolge
- 1920, Silbermedaille, OS in Antwerpen, FS, bis 75 kg (Mittelgewicht), mit Siegen über Charles Backsman, Frankreich, Edgar Bacon, Großbritannien, Pierre Derkinderen, Belgien, Angus Frantz, USA und einer Niederlage gegen Eino Augusti Leino, Finnland

## Finnische Meisterschaften
- 1917, 2. Platz, GR, bis 75 kg, hinter Robert Oksa und vor V. Samulin
- 1918, 3. Platz, GR, bis 75 kg, hinter Conrad Åberg und Herman Nykänen
- 1923, 1. Platz, FS, vor Volmari Vikström und Arvo Haavisto
- 1924, 1. Platz, FS, bis 79 kg, vor Vilho Pekkala und J. Gallen
- 1925, 1. Platz, FS, vor M. Peräkorpi und E. Koskela
- 1927, 1. Platz, FS, vor Kyösti Luukko und Vilho Pekkala